# Eddington (Maine)
Eddington es un pueblo ubicado en el condado de Penobscot en el estado estadounidense de Maine. En el Censo de 2010 tenía una población de 2.225 habitantes y una densidad poblacional de 32,37 personas por km².

## Geografía
Eddington se encuentra ubicado en las coordenadas 44°48′21″N 68°36′40″O / 44.80583, -68.61111. Según la Oficina del Censo de los Estados Unidos, Eddington tiene una superficie total de 68.74 km², de la cual 64.72 km² corresponden a tierra firme y (5.84%) 4.02 km² es agua.

## Demografía
Según el censo de 2010, había 2.225 personas residiendo en Eddington. La densidad de población era de 32,37 hab./km². De los 2.225 habitantes, Eddington estaba compuesto por el 97.75% blancos, el 0.58% eran afroamericanos, el 0.49% eran amerindios, el 0.49% eran asiáticos, el 0% eran isleños del Pacífico, el 0% eran de otras razas y el 0.67% pertenecían a dos o más razas. Del total de la población el 0.31% eran hispanos o latinos de cualquier raza.